# Mischocyttarus cerberus
Mischocyttarus cerberus är en getingart som beskrevs av Adolpho Ducke 1918. Mischocyttarus cerberus ingår i släktet Mischocyttarus och familjen getingar.

## Underarter
Arten delas in i följande underarter:
- M. c. acheron
- M. c. styx